# Saint-Seurin-de-Palenne
Saint-Seurin-de-Palenne é uma comuna francesa na região administrativa da Nova Aquitânia, no departamento de Charente-Maritime. Estende-se por uma área de 4,03 km². Em 2010 a comuna tinha 172 habitantes (densidade: 42,7 hab./km²).